# Dan Uggla
Daniel Cooley Uggla (Louisville, Kentucky, 11 de marzo de 1980), más conocido como Dan Uggla, es un exjugador profesional estadounidense de béisbol que se desempeñó en la posición de segunda base en las Grandes Ligas de Béisbol (MLB). Logró obtener un Bate de Plata.

## Carrera
Uggla jugó como profesional cinco temporadas en Florida Marlins (2006-2010), después pasó a Atlanta Braves (2011-2014), luego a San Francisco Giants (2014), posteriormente a Washington Nationals, donde jugó una temporada (2015), y fue el equipo en el que se retiró.

## Premios
Fue galardonado con el Bate de Plata en una oportunidad (2010).